# Holmenkollen Station
Holmenkollen Station (Holmenkollen stasjon) er en metrostation på Holmenkollbanen på T-banen i Oslo, og den der ligger nærmest skihopbakken Holmenkollbakken. Stationen ligger 277,7 meter over havet.

## Historie
Indtil 1916 var den nuværende Besserud Station banens endestation og hed da Holmenkollen. Da banen blev forlænget til Frognerseteren, blev stationsnavnet ændret, så det kom tættere på Holmenkollbakken. I de første år efter forlængelsen hed stationen dog Holmenkollen Sanatorium.
Holmenkollen Station blev moderniseret omkring 2000 og var sammen med fire andre blandt de på stationer på Holmenkollbanen, der var indrettet til tog med mere end to vogne, med en perronlængde på 65-70 meter.
Trods den forholdsvis nylige modernisering blev stationen moderniseret og opgraderet yderligere i forbindelse med Ski-VM i 2011. Arkitektfirmaet Reiulf Ramstad AS fik til opgave at tegne den nye Holmenkollen Station. Den gamle stationsbygning fra 1916 blev flyttet men blev integreret i det nye stationsmiljø. Byantikvaren var involveret i denne del af arbejdet.
Stationen genåbnede 6. december 2010 og var da forstørret til at kunne tage tog med seks vogne. Derudover var det ikke længere muligt at krydse sporene i niveau.